# Wojciech Ossoliński
Wojciech Janusz Ossoliński (ur. 13 grudnia 1949 w Prudniku) – polski poeta, felietonista i satyryk.

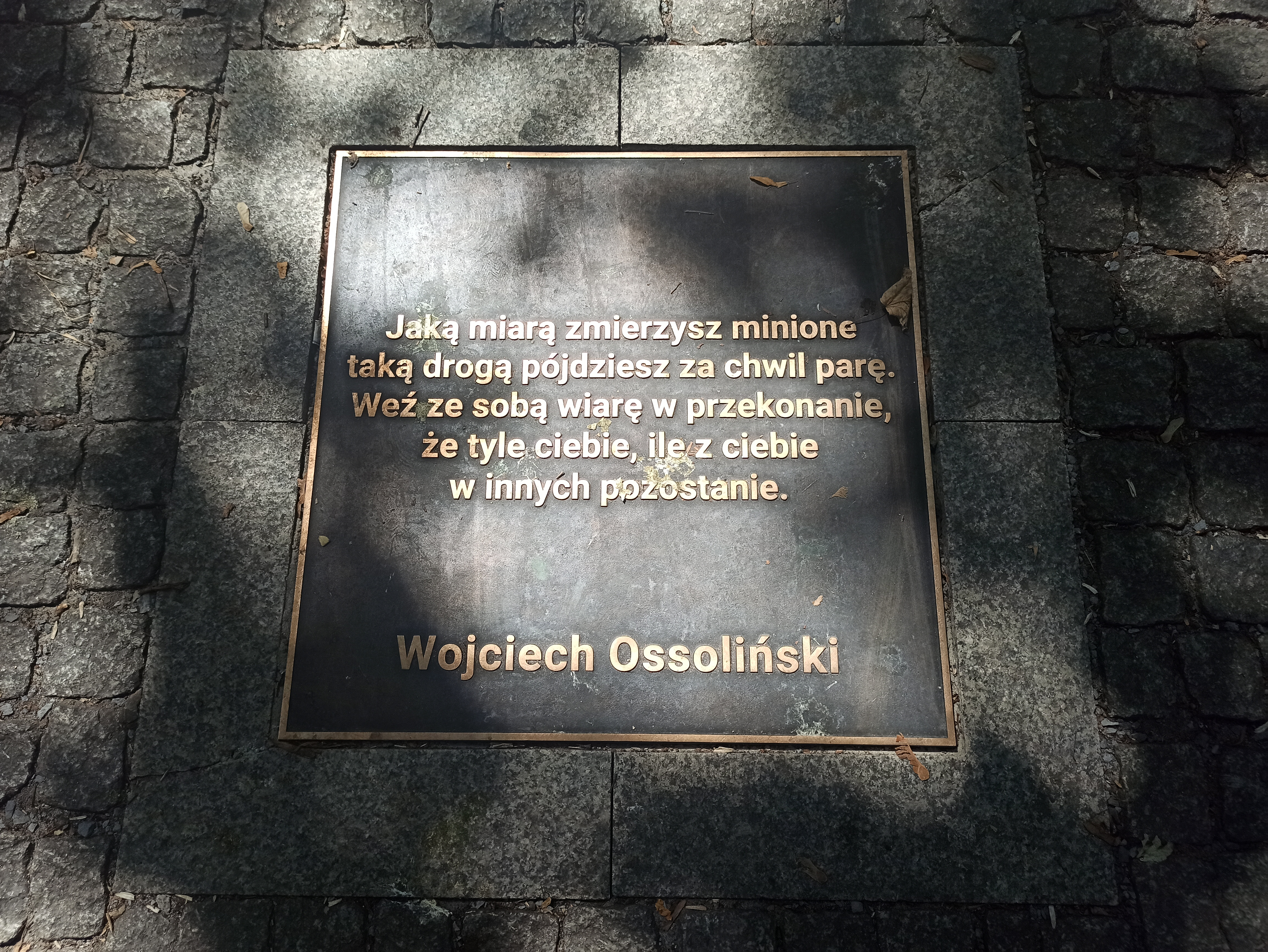
Tablica pamiątkowa poświęcona Wojciechowi Ossolińskiemu w „Prudnickiej Alei Słowa” – Park Miejski w Prudniku (lipiec 2022)

## Życiorys
Utwory literackie Ossolińskiego były publikowane na łamach polskich i zagranicznych czasopism. Wiele jego dzieł została przetłumaczona na język czeski. Ich fragmenty były prezentowane w polskim radiu. Mieszka w Prudniku. Pisał teksty do „Tygodnika Prudnickiego” i „Prudnik24”. Dominującym tematem jego wierszy jest kobieta, jej charakter i relacje między nią i mężczyzną.
Należy do władz krajowych Robotniczego Stowarzyszenia Twórców Kultury. Jest opiekunem grup poetyckich w Głuchołazach. Organizuje spotkania literackie w Prudniku i warsztaty literackie Robotniczego Stowarzyszenia Twórców Kultury województwa opolskiego.
W 2019 bezskutecznie ubiegał się o mandat radnego Rady Miejskiej w Prudniku.
W 2020 we współpracy z Tomaszem Kanasem nagrał wersję muzyczną swojego wiersza „Piosenka o Katyniu (katyńska ballada)”, nad którym pracował od początku lat 90. XX wieku.

## Twórczość
Tomiki autorskie
- No właśnie (2000)
- I co dalej (2000)
- Zapiski człowieka pospolitego (2001)
- Na skrawkach papieru (2003)
- Tulę się do słów (2003)
- Na krawędzi przyzwolenia (2005)
- Zamieć (2005)
- Podręcznik konserwacji wzruszeń (2008)
- 40 niepoprawnych wierszy o moim miasteczku (2013)

Wydania zbiorowe
- Dojrzewanie w miłości (1997)
- Asymetria słowa (1999)
- Ziemia Granitowych Krzyży II (2003)
- Czas w słowach zatrzymany (2003)
- Światłem będący zanurzeni w światłości (2004)
- Tu się tylko gościem jest tam się do domu powraca (2005)
- A duch wieje kędy chce (2006)
- Przechowalnia uczuć (2006)
- Wigilie słowa (2010)
- Kolęda bezdomnego (2010)
- Smyczkiem i słowem (2010)
- Ilu przyjaciół pozostało w wierszach (2010)
- Świąteczne przesłania (2010)

## Nagrody i wyróżnienia
- Medal Honorowy im. Jakuba Wojciechowskiego ze Zasługi dla Kultury Robotniczej (2003)[10]
- Nagroda Marszałka Województwa Opolskiego[10]
- Srebrny Medal „Zasłużony Kulturze Gloria Artis” (2008)[11]
- I miejsce w konkursie poetów „Krajobrazy słowa”
- I miejsce w konkursie satyrycznym „Opawski Kocioł Humoru” Głuchołazy 2007
- II miejsce w konkursie poetyckim „Orzech” Nysa 2007